# 实包勿县
（马来文）
}}

实巴河县地图

实巴河县（又译实包勿县，英語： 馬來語：）是砂拉越民都鲁省的一个县，总面积有5229.48平方公里，人口约2.1万（2010年人口普查）。县里有4个小镇，6个甘榜和202个长屋，多数的地区可以通过陆路交通到达，但一些较深郊地区还是需要通过水路到达如：乌鲁班丹（Ulu Pandan） 宾友（Binyo） 和乌鲁浙拉隆（Ulu Jelalong）。

## 经济
在实巴河县里，70%的经济是来自农业，如耕种油棕，稻谷与胡椒。县里也有少数的木材业在进行。

## 人口分布
在实巴河县里，华人，马来人与马兰诺族居住得较集中，多数住在县里的几个小镇上，如：实包勿镇（Pekan Sebauh），都胞镇（Pekan Tubau），班丹镇（Pekan Pandan）和拉芒镇（Pekan Labang）。伊班族及乌鲁人（Orang Ulu）居住的比较分散，而也都分布在乡郊地区：卡库斯（Kakus）和浙拉隆（Jelalong）。